# Oskowo
Oskowo (dodatkowa nazwa w j. kaszub. Òskòwò; niem. Wutzkow) – osada kaszubska w Polsce położona w województwie pomorskim, w powiecie lęborskim, w gminie Cewice przy trasie drogi wojewódzkiej nr 212.
W latach 1975–1998 miejscowość administracyjnie należała do województwa słupskiego.
Przez miejscowość przepływa rzeka Bukowina, która jest jednym z głównych dopływów rzeki Łupawa.
W centrum wsi położony jest dwór, zbudowany prawdopodobnie w XIX wieku, który w chwili obecnej stanowi własność prywatną.
W lesie, przy drodze z Oskowa do Siemirowic, położone jest cmentarzysko kultury łużyckiej z okresu XII-VII w. p.n.e. Na cmentarzysko, które zajmuje obszar 1500 na 500 m, składa się 12 mogił, które zostały naruszone jeszcze w czasach nowożytnych. Na podstawie wydobytych na cmentarzysku wyrobów metalowych oraz ceramiki, kurhany datowane są na IV okres epoki brązu (1000–800 r. p.n.e.) oraz początki V okresu tej epoki (ok. 700 r. p.n.e.). Zaliczane są do grupy wschodniopomorskiej (kaszubskiej) kultury łużyckiej.
Przez miejscowość przechodziła zlikwidowana linia kolejowa nr 237 Lębork-Bytów, przy której znajdował się przystanek obsługujący osadę.
W 2013 powstała tu największa na świecie repliką konia trojańskiego, która znalazła się w Księdze Guinnessa. Stojąca na kilkumetrowym nasypie konstrukcja ma 15 m wysokości i pełni funkcję platformy widokowej. Długość konia od głowy do ogona wynosi 16 m. Do jego stworzenia użyto około 50 m³ drewna modrzewiowego oraz świerkowego. Podobne repliki znajdują się w tureckim Çanakkale i polskich Bonowicach.